# ميليسا أندرسون (مصارع محترف)
ميليسا أندرسون (بالإنجليزية: Cheerleader Melissa)‏ (و. 1982  م) هي مصارعة محترفة أمريكية، ولدت في لوس أنجلوس، بدأت مشوارها المهني في 17 أغسطس 1999.

## الحياة والنشأة
يعد والدها مصارع محترف في أوائل الثمانينيات. نشأت وأصبحت من المعجبين بعمل والدها وبدأت في إظهار استعدادها لممارسة الرياضة، لا سيما كرة القدم، بالإضافة إلى الانضمام إلى فريق مدرسة بالمديل الثانوية لألعاب القوى، وفريق مصارعة الهواة كواحدة من بين أربع فتيات فقط.
عندما بلغت من العمر 15 عامًا، كانت قد شاركت بالفعل في فعاليات المصارعة، وسافرت إلى سان برناردينو بشكل متكرر للتدريب والعمل في مدرسة المصارعة التابعة لبيلي أندرسون، شريك والدها السابق في الفريق، على الرغم من قيامها بجولات صغيرة جدًا ، لا تزال أندرسون تدرس لتحصل على شهادة الثانوية العامة من خلال مساعدة المعلمين الذين يراسلونها عبر البريد الإلكتروني؛ كما أنها تنسب الفضل إلى الإنترنت لمساعدتها في أن تصبح مشهورة بينما كانت تصارع فقط أمام حشود صغيرة.

## وصلات خارجية
- ميليسا أندرسون على موقع IMDb (الإنجليزية)
- ميليسا أندرسون على موقع قاعدة بيانات الفيلم (الإنجليزية)
- ميليسا أندرسون على موقع CageMatch worker (الإنجليزية)
- ميليسا أندرسون على موقع عالم المصارعة على الإنترنت (الإنجليزية)
- ميليسا أندرسون على موقع عالم المصارعة على الإنترنت (الإنجليزية)
- ميليسا أندرسون في قاعدة بيانات الأفلام على الإنترنت